# Arrondissement di Brest
L'arrondissement di Brest è un arrondissement dipartimentale della Francia situato nel dipartimento del Finistère, nella regione della Bretagna.

## Storia
Fu creato nel 1800 sulla base dei preesistenti distretti.

## Composizione
L'arrondissement è composto da 80 comuni raggruppati in 20 cantoni.

### Cantoni
- cantone di Brest-Bellevue
- cantone di Brest-Cavale-Blanche-Bohars-Guilers
- cantone di Brest-Centre
- cantone di Brest-Kerichen
- cantone di Brest-L'Hermitage-Gouesnou
- cantone di Brest-Lambezellec
- cantone di Brest-Plouzané
- cantone di Brest-Recouvrance
- cantone di Brest-Saint-Marc
- cantone di Brest-Saint-Pierre
- cantone di Daoulas
- cantone di Guipavas
- cantone di Landerneau
- cantone di Lannilis
- cantone di Lesneven
- cantone di Ouessant
- cantone di Plabennec
- cantone di Ploudalmézeau
- cantone di Ploudiry
- cantone di Saint-Renan

### Comuni
| 1. Bohars (29011)              | 2. Bourg-Blanc (29015)            | 3. Brest (29019)              | 4. Brignogan-Plage (29021)   |
| 5. Brélès (29017)              | 6. Coat-Méal (29035)              | 7. Daoulas (29043)            | 8. Dirinon (29045)           |
| 9. Gouesnou (29061)            | 10. Goulven (29064)               | 11. Guilers (29069)           | 12. Guipavas (29075)         |
| 13. Guipronvel (29076)         | 14. Guissény (29077)              | 15. Hanvec (29078)            | 16. Hôpital-Camfrout (29080) |
| 17. Irvillac (29086)           | 18. Kerlouan (29091)              | 19. Kernilis (29093)          | 20. Kernouës (29094)         |
| 21. Kersaint-Plabennec (29095) | 22. La Forest-Landerneau (29056)  | 23. La Martyre (29144)        | 24. La Roche-Maurice (29237) |
| 25. Lampaul-Plouarzel (29098)  | 26. Lampaul-Ploudalmézeau (29099) | 27. Lanarvily (29100)         | 28. Landerneau (29103)       |
| 29. Landunvez (29109)          | 30. Landéda (29101)               | 31. Lanildut (29112)          | 32. Lanneuffret (29116)      |
| 33. Lannilis (29117)           | 34. Lanrivoaré (29119)            | 35. Le Conquet (29040)        | 36. Le Drennec (29047)       |
| 37. Le Folgoët (29055)         | 38. Le Relecq-Kerhuon (29235)     | 39. Le Tréhou (29294)         | 40. Lesneven (29124)         |
| 41. Loc-Brévalaire (29126)     | 42. Loc-Eguiner (29128)           | 43. Locmaria-Plouzané (29130) | 44. Logonna-Daoulas (29137)  |
| 45. Loperhet (29140)           | 46. Milizac (29149)               | 47. Ouessant (29155)          | 48. Pencran (29156)          |
| 49. Plabennec (29160)          | 50. Plouarzel (29177)             | 51. Ploudalmézeau (29178)     | 52. Ploudaniel (29179)       |
| 53. Ploudiry (29180)           | 54. Plougastel-Daoulas (29189)    | 55. Plougonvelin (29190)      | 56. Plouguerneau (29195)     |
| 57. Plouguin (29196)           | 58. Plouider (29198)              | 59. Ploumoguer (29201)        | 60. Plounéour-Trez (29203)   |
| 61. Plourin (29208)            | 62. Plouvien (29209)              | 63. Plouzané (29212)          | 64. Plouédern (29181)        |
| 65. Porspoder (29221)          | 66. Saint-Divy (29245)            | 67. Saint-Eloy (29246)        | 68. Saint-Frégant (29248)    |
| 69. Saint-Méen (29255)         | 70. Saint-Pabu (29257)            | 71. Saint-Renan (29260)       | 72. Saint-Thonan (29268)     |
| 73. Saint-Urbain (29270)       | 74. Trébabu (29282)               | 75. Tréflévénez (29286)       | 76. Trégarantec (29288)      |
| 77. Tréglonou (29290)          | 78. Trémaouézan (29295)           | 79. Tréouergat (29299)        | 80. Île-Molène (29084)       |